# 君野イマ・君野ミライ
君野 イマ（きみの イマ）と君野 ミライ（きみの ミライ）は、環境省によって地球温暖化の啓発を意図して設計された、COOL CHOICEの萌えイメージキャラクター。

## 概要
COOL CHOICEの認知度向上のために、2016年10月に環境省とクラウドワークスによって「MOE（Ministry of the Environment）萌えキャラクターコンセプト＆キャラデザイン公募コンテスト」が始められ、応募されたコンセプト266作品、デザイン135作品の中から選出された。コンセプト部門ではborgesの作品が採用され、デザイン部門ではMaou_Illustの作品が採用された。採用作品の作者には、第23代環境大臣山本公一による表彰が行われた。
キャラクターは、不摂生な生活をしている女子高生「君野イマ」の下に、平行世界の自分自身である「君野ミライ」が現れ、COOLなCHOICEを行うことを啓発し、世界を救うというコンセプトになっている。君野イマはアイスクリームが好きで、電気代を無駄遣いしがちな癖がある。君野ミライは、そのような君野イマの生活様式を正していく。
キャラクターを使った3Dアニメーションも制作されており、コスチュームを変えた季節服バージョンも作られている。声優は上白石萌歌と竹達彩奈が担当し、サウンド作成は八王子Pが行っている。

## 起用
2017年5月に公開された「CO2削減/ライトダウンキャンペーン」の告知ポスターは、夜に三日月から色とりどりの星でできた鎖で吊り下げられたブランコに、イマとミライが二人で腰かけるデザインとなっている。2017年9月に、京都府舞鶴市で君野イマと君野ミライがラッピングされた京都交通バスが走行し、また松浦鉄道と佐世保市交通バスでもラッピング車両が走行した。高知県南国市では、とさでん交通の電車内広告で用いられた。同年12月には札幌駅前通地下歩行空間で君野イマと君野ミライを起用したPR活動が行われた。
2018年に、高松市によって高松琴平電気鉄道のラッピング電車「たかまつCOOL CHOICE号」の図柄デザインに君野イマと君野ミライが起用された。
2019年8月に、大阪府能勢町の淨るりシアターで現地のマスコットキャラクターとコラボレーションしたPR活動が行われた。同年に、高知市で君野イマと君野ミライが大きくあしらわれた、インパクトと可愛らしさが重視されたラッピング電車が走行した。

## 評価・批判
啓発活動にアニメを使うのは良い傾向と肯定的に評価する意見がある一方で、3DCG動画の品質に対して否定的な評価を述べる意見も存在した。2018年11月27日にYouTubeに投稿されたコンセプトムービーは、300万回以上の再生数を記録している。

### 萌えキャラは性差別との批判
キャラクターが発表された際、アラビア語講師でコラムニストの師岡カリーマ・エルサムニーが2017年3月25日付の東京新聞のコラムで「萌え」という概念は性差別であるとし、環境省が萌えキャラを採用したことに「性差別的ともとれる『萌え』の概念を政府には推進して欲しくない」と不快感を表明した。このコラムがきっかけとなり、萌えキャラは性差別的か否か論争が発生し、師岡と環境省の双方に批判が出た。
フェミニストで作家の北原みのりは、環境省の萌えキャラについて論じた「萌えキャラは性差別！」と題するコラムを公開した。コラムの中で北原は、萌えキャラは幼さとエロさを兼ね備え、自分の性的な魅力に対して無自覚で他者の性的欲望に寛容であり、そして「女子高生」といったモノ化された女性の記号で表象されているとし、萌えキャラは性差別的な文化を土台としていると主張した。
性差別との批判に対して環境省の担当者は「どこでも見かけるアニメキャラのテイストを選んだ」とした上で「環境省には苦情などは来ておりません」と述べている。